# رشید البی
رشید اَلَبی (انگلیسی: Rasheed Alabi؛ زادهٔ ۹ ژانویهٔ ۱۹۸۶) یک بازیکن فوتبال اهل نیجریه است.
از باشگاه‌هایی که در آن بازی کرده‌است می‌توان به باشگاه فوتبال اومانیا و تیم ملی فوتبال نیجریه اشاره کرد.
وی همچنین در تیم‌های ملی فوتبال نیجریه نیجر بازی کرده است. وی در فصل ۹۶-۱۳۹۵ لیگ برتر فوتبال ایران در تیم صنعت نفت آبادان بازی می کند.